# Боечко, Агафья Гордеевна
Агафья Гордеевна Боечко (1898 — дата смерти неизвестна) — звеньевая колхоза имени Будённого Черневецкого района Винницкой области, Украинская ССР. Герой Социалистического Труда (1948).

## Биография
Родилась в 1898 году в крестьянской семье в одном из сельских населённых пунктов современной Винницкой области.
После Великой Отечественной войны трудилась звеньевой в колхозе имени Будённого Черневецкого района.
В 1947 году звено Агафьи Боечко собрало в среднем по 30,5 центнеров пшеницы с каждого гектара на участке площадью 10 гектаров. Указом Президиума Верховного Совета СССР от 16 февраля 1948 года «за получение высоких урожаев пшеницы, ржи, кукурузы и сахарной свеклы, при выполнении колхозом обязательных поставок и натуроплаты за работу МТС в 1947 году и обеспеченности семенами зерновых культур для весеннего сева 1948 года» удостоена звания Героя Социалистического Труда с вручением ордена Ленина и золотой медали «Серп и Молот».
После выхода на пенсию проживала в селе Берёзовка Черневецкого района.

## Память
Имя А. Г. Боечко выбито на информационной доске, расположенной на здании средней школы села Берёзовка и на памятном знаке Мемориального комплекса землякам-героям в посёлке Черневцы Винницкой области.